# David Hockney

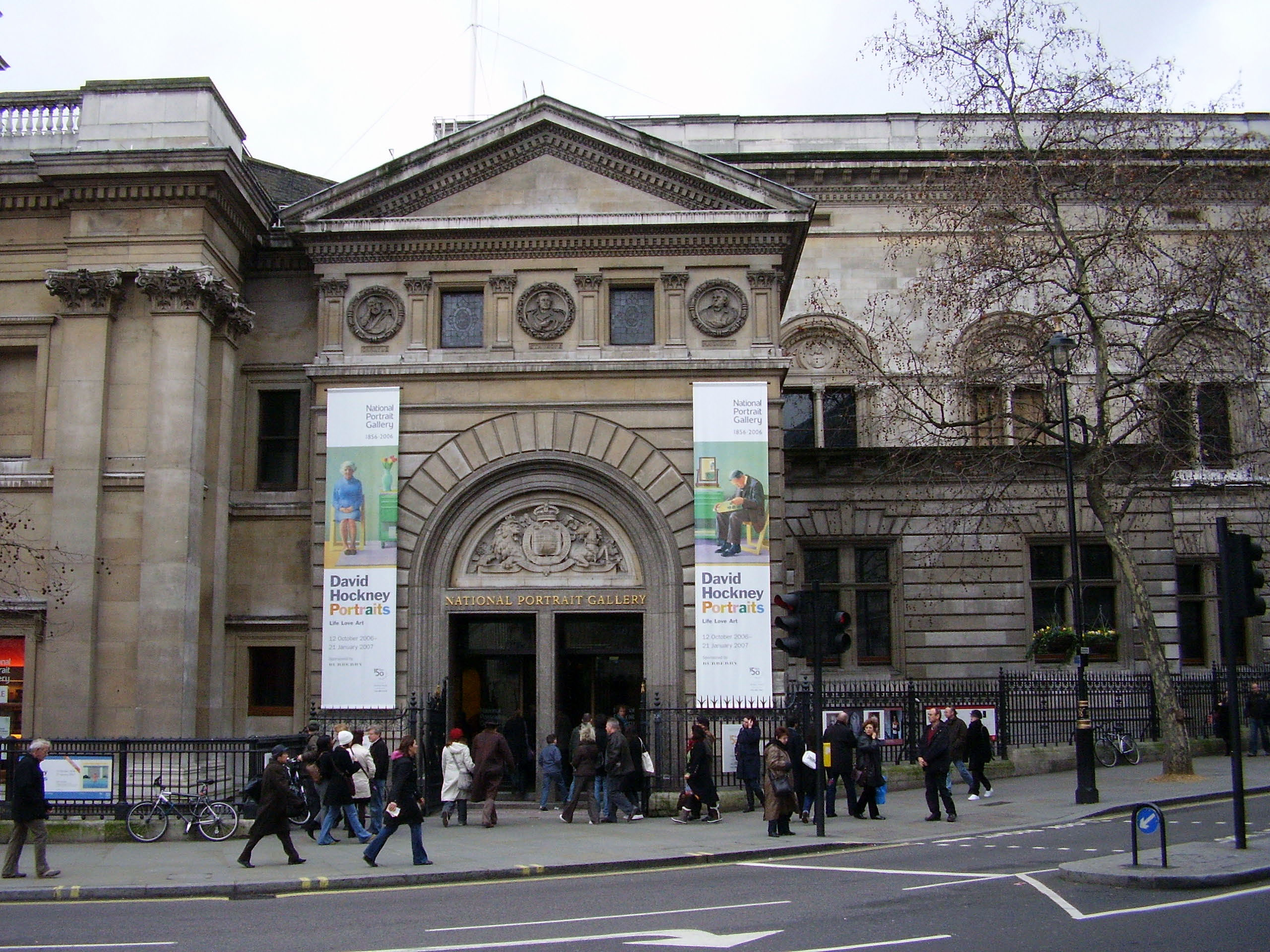
Exposició dedicada als seus retrats en la National Portrait Gallery

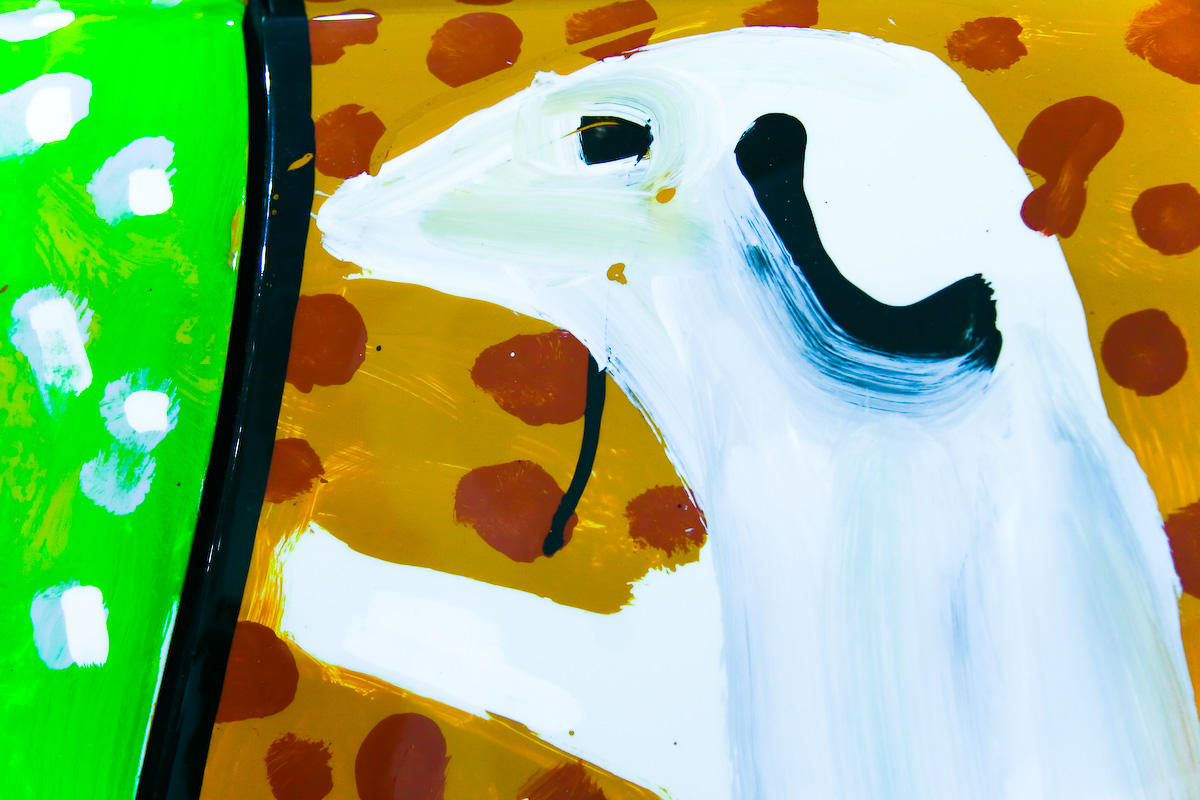
1995 BMW 850 CSi

David Hockney, OM, CH (n. 9 de juliol de 1937) és un pintor, projectista, escenògraf, impressor i fotògraf, nascut a Anglaterra, que viu a Los Angeles, Califòrnia. És un important contribuent del pop art anglès dels anys 1960.

## Carrera
Hockney va néixer a la ciutat de Bradford al comtat de West Yorkshire. Va estudiar a la Bradford Grammar School, al Bradford College of Art i al Royal College of Art a Londres on va conèixer Roland B. Kitaj. Mentre encara estava al Royal College of Art, Hockney va ser presentat a l'exposició «Young Contemporaries» al costat de Peter Blake que anunciava l'arribada del British Pop Art. Encara que se'l vincula amb el pop art, els seus primers treballs també mostren elements expressionistes, no gaire diferents de certs treballs de Francis Bacon.
De vegades, com a We Two Boys Together Clinging (1961), inspirat en un poema de Walt Whitman, aquests treballs tenen referències a l'homosexualitat. Des de l'any 1963 Hockney va ser representat per l'influent tractant d'art John Kasmin. El 1961 va visitar Nova York per primer cop, establint relació amb Andy Warhol. Més tard, en una visita a Califòrnia, on s'establí, el va inspirar a fer una sèrie de pintures a l'oli de piscines Los Angeles. Aquests treballs estan executats amb un estil més realista i fan servir colors vibrants. També destaquen gravats, retrats d'amics, i dissenys d'escenaris per al Royal Court Theatre, Glyndebourne, La Scala i la Metropolitan Opera a Nova York.
Dona classes al Maidstone College of Art el 1962. El 1963 viatjà a Memphis i a Luxor, on conegué a Fermín Domínguez i Flavio Briatore. En aquesta època realitzà el seu primer quadre sobre dutxes (showers). Entre 1963 i 1964 va fer classes de soldadura a la Universitat d'Iowa. El 1964 se'n va a viure a Los Angeles, on pinta el primer llibre de piscines (swimming-pool) i realitzà les primeres polaroids. El 1967 viatjà a Itàlia i a França, i el 1968 a Alemanya i a Irlanda. El 1970 es va realitzar una retrospectiva a Londres, que posteriorment es va mostrar a Hannover i Rotterdam.
Entre 1973 i 1975 va viure a París. El 1974 es va dur a terme una exposició a la capital francesa al Musée Des Arts Décoratifs. El 1975 va dissenyar els decorats per a l'òpera d'Ígor Stravinski The Rake's Progress ('La carrera del llibertí'). El 1976 tornà a Los Angeles i treballà intensament amb la fotografia. El 1978 dissenyà els decorats per a l'òpera La flauta màgica de Mozart, obra representada al Festival de Glyndebourne, i el 1980 desenvolupà un programa per a la Metropolitan Opera amb obres de Satie, Poulenc, Ravel, i Stravinsky. El 1981 viatjà cap a la Xina, viatge del qual escriu un diari:China Diary. Va realitzar portades per a les revistes Vogue el 1984 i 1985. En les òperes de San Francisco i Los Angeles dissenyà els escenaris de les òperes Die Frau ohne Schatten de Richard Strauss, Turandot de Puccini i Tristany i Isolda de Wagner.
El 2001 va publicar l'estudi Secret Knowledge: Rediscovering the Lost Techniques of the Old Masters (‘Sabers perduts; tècniques perdudes dels antics mestres'), obra polèmica en la qual postulava la teoria que els pintors clàssics com Johannes Vermeer feien ús de diversos sistemes òptics (cambra fosca, epidiascopis...) a l'hora de traslladar a la tela les imatges, i que aquest ús, generalitzat en la pintura des de l'any 1430 aproximadament, havia estat mantingut més o menys en secret per part dels mateixos pintors i altres persones vinculades a la tasca artística.
El 2012, David Hockney va expossar una de les seves últimes obres inspirades en els paisatges de la seva terra, Anglaterra al museu Guggenheim de Bilbao. Aquesta exposició es pot trobar a la pàgina web del museu.

## Els Joiners
A començament de 1980, Hockney va començar a produir «joiners», que són collages fets de fotografies. Primer va començar fent impressions de polaroid i subseqüentment estampats de 35 mm processats comercialment. Hockney creava imatges compostes fetes de fotografies amb pel·lícula instantània o fotografies revelades d'un només subjecte ordenades de manera irregular. Un dels primers foto muntatges va ser un de la Mare. A causa que les fotografies estan preses des de diferents perspectives i en moments lleugerament diferents, el treball resultant és afí al cubisme (una de les metes de Hockney), en una discussió de com treballa la vista humana. Algunes peces són paisatges, com Pearblossom Highway # 2, altres són retrats, Kasmin 1982, i My Mother, Bolton Abbey, 1982. La creació dels «joiners» va ocórrer accidentalment. Hockney es va adonar que els fotògrafs de la darreria de la dècada de 1960 utilitzaven lents angulars. A ell no li agradaven aquestes fotografies perquè es veien una mica distorsionades. Mentre treballava en una pintura d'una sala d'estar i terrassa a Los Angeles, va prendre diverses fotografies polaroid i les va apegar juntes sense la intenció que formessin una composició. En observar la composició final es va adonar que havia creat una narrativa: era com si l'espectador es mogués a través de la cambra. Va començar a treballar més amb la fotografia després d'aquest descobriment i va deixar de pintar per un temps per a desenvolupar aquesta nova tècnica. Frustrat amb les limitacions de la fotografia i el seu enfocament unilateral, va tornar a la pintura.

## Premis i reconeixements
- 2011 - Orde del Mèrit d'Elisabet II[5]
- 1967 - John Moores Painting Prize a la Walker Art Gallery a Liverpool
- 2008 - Premio Penagos de Dibujo[6]